# 晋陵県
晋陵県（しんりょうけん）は、かつて中国に存在した県。

## 歴史
紀元前202年、漢によって毗陵県が置かれた。西晋の永寧5年（311年）、東海王世子司馬毗（司馬越の子）の諱を避けて晋陵県に改名された。治所は現在の江蘇省常州市にあり、東晋以降の六朝時代、晋陵郡の治所であった。隋代は晋陵郡に代わって置かれた常州（後の毗陵郡）の治所となった。元代も常州路の治所であったが、至正17年（1357年）、元に反旗を翻し江南を占拠した朱元璋によって京臨県と改名され後に永定県に編入された。至正22年（1362年）、永定県は武進県に編入された。 